# Кралство Нидерландия
Кралство Нидерландия (на нидерландски: Koninkrijk der Nederlanden, в буквален превод „Кралство на ниските земи“), съществува от 1813 г. и е суверенна държава, като в рамките ѝ, от 2010 г. се обособяват четири държави: Нидерландия, Аруба, Кюрасао и Синт Мартен. Те са равноправни части от кралството, но с различни политически позиции: карибските държави са автономни съгласно Устава на Кралство Нидерландия, основният документ за кралството от 1954 г., но също така участват в решенията по делата на кралството, доколкото тези въпроси засягат тези три държави.
Кралството се управлява от институциите, посочени в Устава, и уредени в Конституцията на Кралство Нидерландия. За управлението на Нидерландия се прилагат разпоредбите на Конституцията. Конституцията е по-стара от Устава и до 1954 г.
Ето защо, Нидерландия, юрисдикцията, в която Конституцията определя държавното устройство, действа като единствен представител на Кралство Нидерландия както вътре, така и извън кралството. Тази уникална уредба позволява да се говори за федерални черти в отношенията. Аруба, Кюрасао и Синт Мартен имат свои собствени конституционни уредби. Тежестта в отношенията, както фактически, така и юридически, лежи основно при Нидерландия или по-точно при конституционните институции. Уставът на Кралство Нидерландия от 28 октомври 1954 г. представлява най-високата конституционна уредба на кралството.
От 1954 до 1975 година Суринам също е била автономна държава в рамките на кралството. Нидерландските Антили са били автономна държава от 1954 до тяхното разпускане през 2010 година.

## История

### Предистория
Преди създаването на Кралство Нидерландия, съществува неговият предшественик – Кралство Холандия. Император Наполеон основа тази държава през 1806 г. от Батавската република и назначи своя брат Луи Бонапарт за крал на Холандия. Батавския народ реагира студено на края на Републиката и на първия крал на Холандия от шестнадесети век. Луи след това прилага наполеоновата политика на централизация и уеднаквяване в кралството, но през 1810 г. Наполеон решава да анексира кралството. Кралство Холандия представлява важен предшественик на Кралство Нидерландия.

### Образуване на Обединено Кралство Нидерландия
Между 1810 и 1813 година Нидерландия е част от Първата френска империя, но след като Наполеон губи битката при Лайпциг, напредъкът на съюзническите армии става неудържим. На 15 ноември 1813 година френските войски се изтеглят от Амстердам към Утрехт, а на 17 ноември в Хага, Триумвиратът от 1813 година издава прокламация, която започва с текста: „Горе Оран(ж)ски. Холандия е свободна. (...) Всички значими влизат в правителството. Правителството обявява принца за върховната власт.“ На 30 ноември принц Вилем Фредерик от Оранж-Насау пристигна в Нидерландия и на 2 декември прие суверенитета под „гаранцията на мъдра конституция“.
Първоначално това важало само за Северна Нидерландия. Вилем I, заедно с Гийсберт Карел ван Хогендорп, има амбицията за голямо кралство. Те искат да присъединят Южна Нидерландия и Люксембург, както и регионът между Рейн, Маас и Мозел. Британците поддържа амбициите на принца на Оран(ж), но те зависят и от други велики сили. На 21 юни 1814 г. съюзническите държави подписват Осемте Лондонски Члена, които обединяват Южна и Северна Нидерландия. След месец и половина, на 1 август 1814 г., Вилем I приема суверенитета над Южна Холандия, след като получава одобрението на големите европейски държави, а през следващата година на 16 март 1815 г. монархът приема титлата крал на Нидерландия. Това превръща Кралство Холандия във факт.

През 1816 г., след преговори между Холандия и Прусия, ексклавите на херцогство Клеве, принадлежащи на Прусия, разположени в Лимерс и Овер-Бетуве, стават холандски. Последните преговори за границите между Прусия и Холандия се провеждат през 1817 г. 

### Белгийската революция и Люксембург
След Белгийската революция, през 1830 г. Белгия се отделя от Кралство Нидерландия. Кралството признава независимостта на Белгия, а след това част от Великото херцогство Люксембург продължава като независима държава в лична уния с Нидерландия до 1890 г. Частта от провинция Лимбург, която остава кралство Нидерландия, получава статут, подобен на този на Люксембург, като Херцогство Лимбург в рамките на Германската конфедерация в лична уния с Нидерландия. Това се случи, за да се компенсира Германската конфедерация за онези части от Великото херцогство Люксембург, които попадат в Белгия. Градовете Маастрихт и Венло остават извън Германската конфедерация, въпреки че са част от херцогството. Този статут на херцогство Лимбург приключва през 1867 г. след разпадането на Германската конфедерация. Оттогава Лимбург е обикновена провинция на Нидерландия, въпреки че кралят продължава да използва титлата херцог на Лимбург до 1890 г.